# 猫谷戸台遺跡
座標: 北緯35度31分59.6秒 東経139度33分26.9秒 / 北緯35.533222度 東経139.557472度

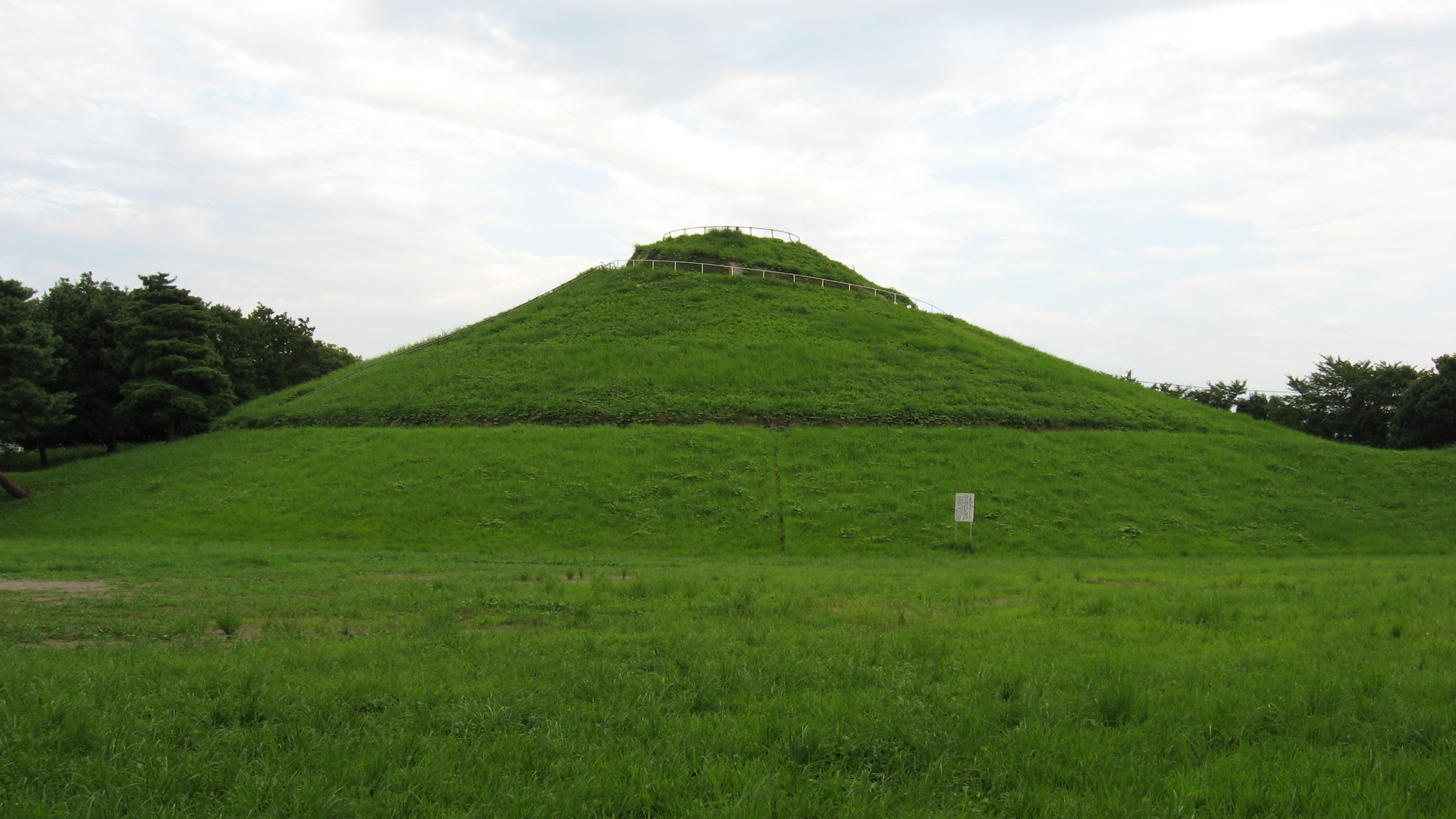
猫谷戸台遺跡跡地（川和富士公園）に聳える川和富士。元は200ｍ離れた川和富士塚遺跡にあったもので、猫谷戸台遺跡とは全く関係がない。

猫谷戸台遺跡（ねこやとだいいせき）、または猫谷戸遺跡（ねこやといせき）は、かつて神奈川県横浜市都筑区富士見が丘に所在した縄文時代と平安時代（9世紀前半）集落の複合遺跡。港北ニュータウン遺跡群の1つとして発掘調査された後に造成され、跡地は郷土富士の川和富士が聳える川和富士公園となっている。

## 概要
1965年（昭和40年）に発表された港北ニュータウン事業によって、現在の都筑区（かつては緑区・港北区）地域では、1970年代から丘陵（森林）と谷戸（田畑）の広がる里山を一大住宅地域に改造する未曾有の開発工事が開始された。これに伴い、開発区域内に広がる268箇所もの周知の埋蔵文化財包蔵地（遺跡）のうち、200箇所以上が1970年（昭和45年）から約20年かけて発掘調査された。
猫谷戸台遺跡は、鶴見川本流と支流の早渕川に挟まれた丘陵地帯に所在する（調査当時の住所は緑区川和町2008～2035番地付近）。この周辺には、川和富士塚遺跡のほか、三の丸遺跡・二ノ丸遺跡・花見山遺跡・寅ヶ谷遺跡（とらがやといせき）・寅ヶ谷東遺跡・月出松遺跡・加賀原遺跡など、同じ台地上に縄文時代やその他の歴史時代の遺跡が数多く存在する。猫谷戸台遺跡の調査は、1978年（昭和53年）8月29日から1979年（昭和54年）1月12日まで行われた。
この結果、標高約70mの丘陵最上位から南東側の斜面にかけて、縄文時代早期から中期に属する竪穴建物5軒（早期2軒・前期1軒・中期1軒・不明1軒）、落とし穴66基、集石1基などの遺構が検出された。出土遺物では、縄文早期の稲荷台式土器や、前期黒浜式・諸磯式・十三菩提式、中期勝坂式などの縄文土器群が出土した。縄文建物群5軒は丘陵最上位に集まり、落とし穴は南東斜面に分布する傾向がある。
また、縄文の落とし穴の分布する南東側斜面の、標高約60m付近には、傾斜角が緩くなりテラス上に張り出した平坦地形があるが、そこでは9世紀前半の土師器・須恵器を伴う平安時代の竪穴建物2軒が検出された。また、この平安集落の背後（縄文の落とし穴が分布する丘陵斜面）には、蔵骨器に納められた火葬人骨を埋納した平安時代の火葬墓2基、炭化物が充填された土坑1基（火葬墓の可能性あり）が検出された。これらは、近隣に所在し火葬墓5基を検出した寅ヶ谷遺跡との関係性が注目された。

## 現在
調査後は悉く造成で削平され、遺構は残存していないとみられる。また遺跡の跡地には「川和富士公園」が造られた。この公園には現在川和富士という郷土富士があることで知られている。
本来の川和富士は、川和富士公園の北西約200mの地点に江戸時代の1860年（万延元年）に築造された富士塚で、港北ニュータウン遺跡群調査の際に発掘調査され（富士塚のみではなく、縄文時代の竪穴建物なども伴う複合遺跡なので、川和富士塚遺跡と呼ばれる）、調査後に破壊された。後に、猫谷戸台遺跡のあった地に川和富士公園が造成され、地域のシンボルとして新築されたのが現在の川和富士である。
そのため、現在の市の遺跡地図（『横浜市文化財地図』）で見ると、かつて川和富士があった川和富士塚遺跡の範囲は住宅が広がり何もなく、本来まったく関係のない猫谷戸台遺跡の跡地（川和富士塚公園）に川和富士（新造）が所在するという、いささかややこしい位置関係となっている。